# Artlenburg
Artlenburg (Artlenbourg en Français) est un petit port fluvial situé dans l'arrondissement de Lunebourg, en Basse-Saxe, à la confluence de l'Elbe et du canal latéral à l'Elbe.